# Cebrià de Cartago
Cebrià de Cartago, nascut Tasci Cecili Ciprià (Regió de Cartago, ca. 200 - Cartago, 14 de setembre de 258), va ser un bisbe de Cartago mort màrtir durant la persecució de Valerià. És un dels Pares i Doctor de l'Església, un dels grans personatges de l'església llatina dels primers segles, amb Agustí d'Hipona.

## Vida
Va néixer a l'Àfrica del nord cap al 200, de pares pagans, probablement amazics. Va estudiar i practicar la retòrica a Cartago. Cap a l'any 246 es va fer cristià per les predicacions de Cecili, un vell prevere de l'església de Cartago, i llavors va prendre el nom de Tasci Cecili Ciprià. Va vendre les seves propietats i va distribuir el producte entre els pobres. El seu ascendent anterior i la popularitat del repartiment li va assegurar el seu ràpid ascens.
L'any 247 va ser ordenat sacerdot i el 248 o 249 va ser elegit bisbe de Cartago. amb l'oposició d'un sector minoritari encapçalat per Novatus i Felicissimus, la resistència dels quals va suposar seriosos disturbis. El 250 va començar l'anomenada persecució de Deci, i Cebrià va deixar la ciutat fins al 251. En aquest temps va discutir sobre si readmetre o no als `lapsi (apòstates) dels que n'hi havia tres classes sacrificati, thurificati, i libellatici, a la que ell s'oposava mentre Novatus els defensava i va obtenir el suport del candidat a papa Novacià. Cebrià tornà a Cartago per a lluitar contra les heretgies que s'havien estès durant la seva absència.
El 252 va començar l'anomenada persecució de Gal; mentre a Itàlia el papa Corneli I va ser desterrat a Civitavecchia on va morir el 14 de setembre i el seu successor Luci va ser martiritzat el 5 de març del 253, a Àfrica no es van produir moviments rellevants.
Va tenir una disputa amb el Papa Esteve I sobre el baptisme que havien administrat sacerdots herètics, defensant que aquest baptisme no era vàlid; la tardor del 255 va celebrar un concili a Cartago on va rebutjar l'autoritat del papa. El 257 va ser desterrat per ordre del procònsol Patern a la ciutat costanera de Corubis, on es va trobar amb el diaca Ponci, al que va comunicar que esperava el martiri; al cap d'onze mesos el nou governador Galeri Màxim el va cridar, i va ser comminat a comparèixer a la seu del govern a Útica; llavors es va escapar, però poc després va tornar, va caure presoner i després executat, acusat d'ésser responsable dels tumults que hi havia a la ciutat, va ser decapitat amb altres companys el 14 de setembre de 258.
Se'n conserva una font contemporània, la Vita Cypriani escrita pel diaca Ponci, a més de les Actes proconsulars del judici i l'execució.

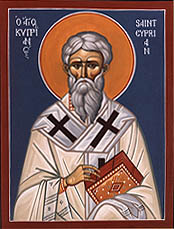
Icona russa del sant
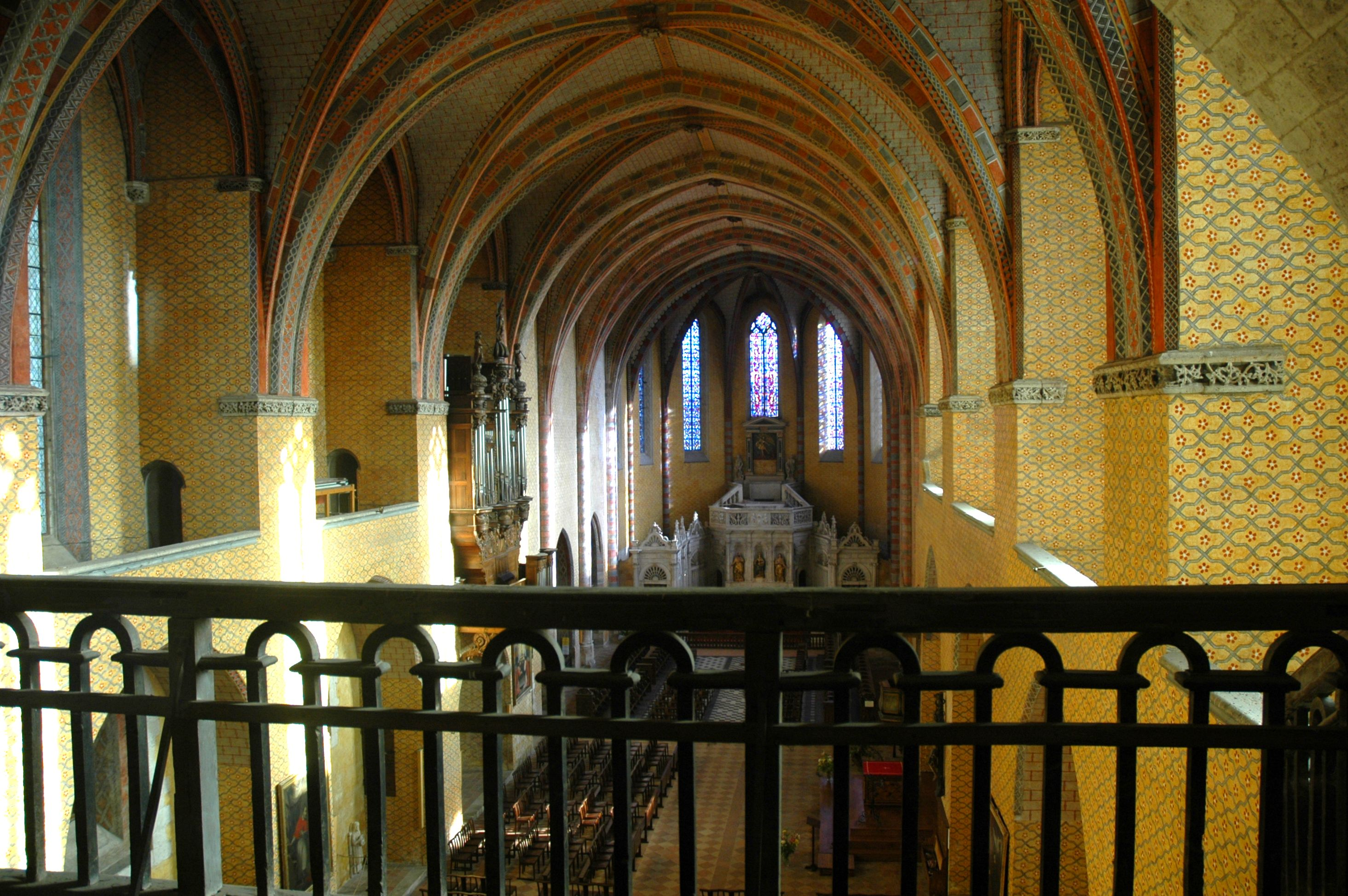
Abadia de Sant Pere de Moissac, on hi ha el crani del sant

## Obra

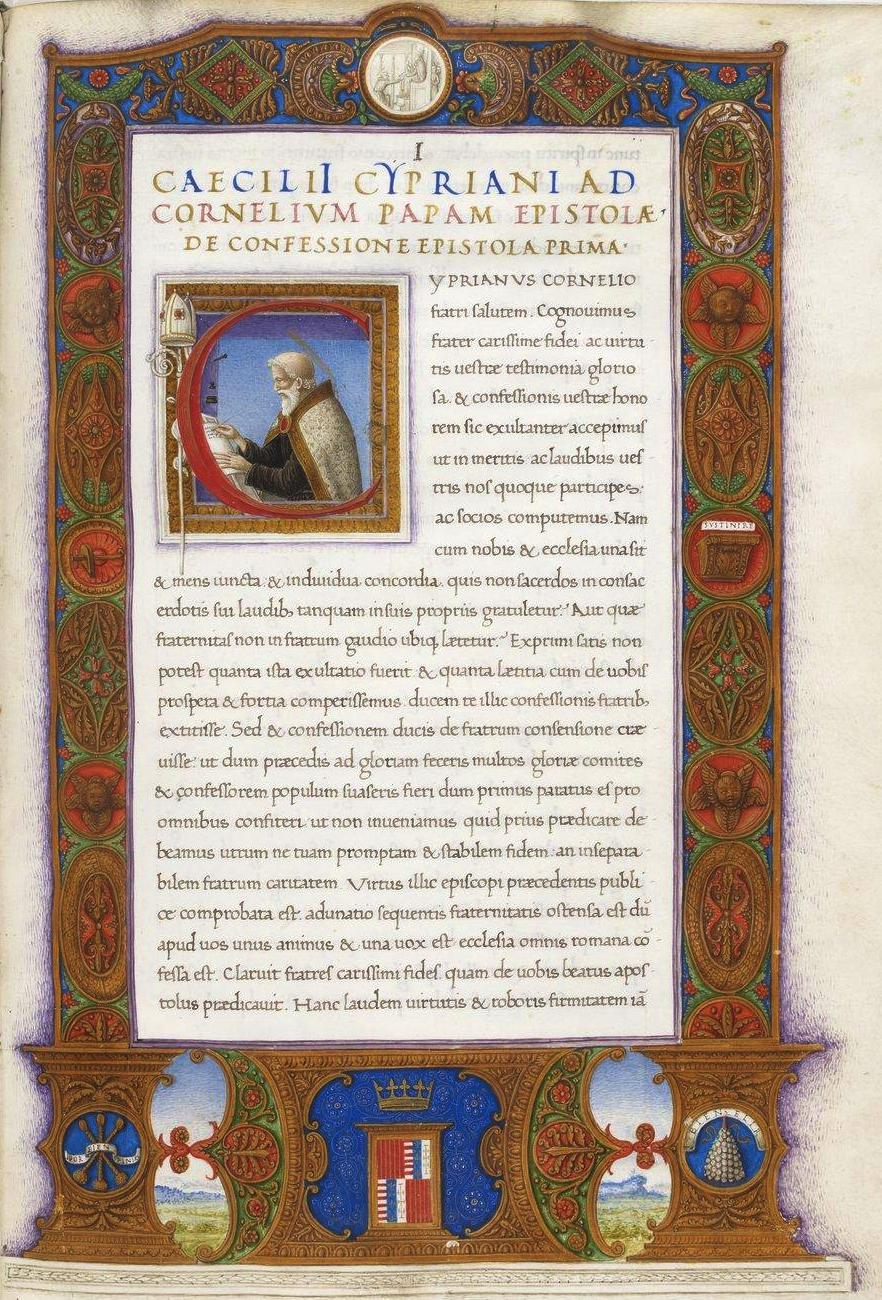
Il·lustració de la primera pàgina d'un manuscrit catalanoaragonès de les Epistolae de Sant Cebrià

Cebrià va escriure en llatí nombrosos tractats i epístoles amb l'objectiu de defensar i sostenir la fe cristiana. Entre ells, Ad Donatum amb una pintura viva de la decadència de la societat de l'època, i Ad Fortunanum on fa un elogi del martiri. A De Catholicae Ecclesiae unitate (251), una obra clau, Cebrià crida a la unitat de l'Església, posant en guàrdia contra alguns contemporanis que en volien crear una de paral·lela.
Altres obres són: 
- De Gratiu Dei liber, escrit cap a l'any 426 i dedicat al seu amic Donat, que sembla que es va convertir al cristianisme al mateix temps que ell. Parla amb eloqüència de la feliç condició d'aquells, que guiats per la mà de Déu, han deixat el paganisme i s'han convertit.
- De Idolorum Vanitate liber, escrit l'any 427, quan va ser ordenat prevere, és una apologia del cristianisme escrita a imitació de les apologies de Tertul·lià.
- Testimoniorum adversus Judaeos, escrit en data desconeguda, és una crítica religiosa contra els jueus als que considera que havien agafat un camí erroni i havien estat substituïts pels cristians en el voler de Déu. Jesús era el messies anunciat a l'Antic Testament. D'aquest llibre en parla Jeroni d'Estridó.
- De Disciplina et Habitu Virginum liber escrit l'any 248, quan va ser nomenat bisbe. Imita també Tertulià, i exalta la necessitat de que les joves verges que hagin fet vot de castedat siguin senzilles i prudents en la seva manera de vestir i de viure i evitin qualsevol mena de luxe.
- De Unitate Ecclesiae Catholicae liber, escrit i enviat a Roma l'any 252, en un moment en què havia sorgit Novacià i la secta del novacianisme, i defensa la necessitat d'unitat dins de l'església.
- De Lapsis liber, escrit el 252 i també enviat a Roma, es pot considerar un complement de l'anterior. Defensava la reincorporació a l'església d'aquells novacianistes que s'haguessin penedit.
- De Oratione Dominica liber, escrit cap a l'any 252, a imitació de Tertulià. Fa comentaris de cadascuna de les peticions que es fan a Déu durant l'oració i ho acompanya amb reflexions sobre l'oració en general i l'estat d'ànim necessari per resar.
- De Mortalitate liber, escrit l'any 252 durant una epidèmia de pesta que es va estendre durant cinc anys per tot el territori romà. Considera la mort una glòria per als cristians, ja que els obre la porta al paradís i a la felicitat eterna.
- Ad Demetrianum liber, escrit el 252, on fa una refutació de les tesis del procònsol Demetri, que defensava que la culpa de les pestes i desgràcies requeia sobre els cristians per les seves impietats. Cebrià responia que els gentils eren la causa del desastre, per les persecucions i la negativa a adorar al Déu únic.
- De Exhortatione Martyrii, una carta escrita el 252 durant la persecució de l'emperador Trebonià Gal, dirigida al seu amic Fortunat, sobre el deure i la recompenses del martiri, imitant un tractat sobre el mateix tema de Tertulià.
- De Opere et Eleemosynis liber, escrit el 253 o potser 254, on parla del deure de l'almoina. Alguns autors la consideren lligada a una epístola dirigida per Ciprià als bisbes de Numídia, que li havien demanat diners per lliurar de la captivitat a diversos cristians capturats pels maures.
- De Bono Patientiae liber, escrit l'any 256, sobre el tema de la paciència, a imitació també d'una obra de Tertulià. En parla Agustí d'Hipona.
- De Zelo et Livore, escrit el 256, en el moment en què les disputes entre Cebrià i el Papa Esteve I sobre si s'havien de tornar a batejar els heretges o no, es trobaven en el punt més àlgid. Exhortava els cristians a evitar l'enveja i la malícia i a mostrar caritat i amor els uns amb els altres.
- Una sèrie de cartes (Epistolae) de les quals 81 són oficials relacionades amb el seu càrrec.

Dos altres llibres li són atribuïts però no n'està comprovada l'autoria: 
- De Spectaculis liber
- De Laude Martyrii ad Moysen et Maximum et ceteros Confessores.

Encara li han estat atribuïdes altres obres, però probablement cap d'elles li correspon: Ad Novatianum Haereticum, quod Lapsis Spes Veniac non sit deneganda; De Disciplina et bono Pudicitiae; De Aleatoribus; De Montibus Sina et Sion contra Judaeos; Oratio pro Martyribus Oratio in Die Passionis suae et Confessio S. Cypriani; De Rebaptismate; De Cardinalibus Christi Operibus; De Singularitate Clericorum; In Symbolum Apostolicum Expositio; Adversus Judaeos qui Christum insecuti sunt; De Revelatione Capitis B. Jo. Baptistae; De Duplici Martyri; De Duodecim Abusionibus Saeculi; Dispositio Coenae; De Pascha Computus; i tres poemes Genesis, Sodoma, i Ad Senatorem.
Les cartes de Cebrià són valuosos documents històrics per les notícies sobre contemporanis seus i pels seus continguts, i permeten reconstruir la història antiga de l'església africana i del dret eclesiàstic.
El seu estil literari ha estat lloat i reconegut, essent un dels models, amb Agustí d'Hipona dels autors religiosos llatins.

## Culte
Cebrià va ser sebollit a Cartago, al cementiri de Macrobius Candidianus, a la via Mappales. Poc després del seu martiri va començar a ser venerat i s'hi construí una basílica on es va establir la mensa Cypriani (monument commemoratiu) al lloc del suplici (in agro Sexti).
Prudenci li consagra el seu poema 13 del Peristephanon, on evoca la seva conversió i la seva eloqüència. Ennodi fa el mateix al seu himne 1.
Va ser sant, i la seva festivitat es va fixar el 16 de setembre des de molt antic.